# 17784 Banerjee
17784 Banerjee è un asteroide della fascia principale. Scoperto nel 1998, presenta un'orbita caratterizzata da un semiasse maggiore pari a 2,4214926 au e da un'eccentricità di 0,0939608, inclinata di 7,22180° rispetto all'eclittica.
L'asteroide è dedicato allo studente statunitense Sudeep Banerjee.